# Tarcisio Catanese
Pour les articles homonymes, voir Catanese.
Tarcisio Catanese, né le 6 septembre 1967 à Palerme et mort le 2 mars 2017 à Altofonte, est un footballeur italien qui évolue au poste de milieu de terrain.

## Biographie
Avec le club du FC Parme, il joue 45 matchs en Serie A , et un match en Coupe des coupes. Le 17 mai 1992, il inscrit avec Parme un doublé en Serie A, sur la pelouse d'Ascoli.